# Charalambos Kalogeropoulos
Charalambos Kalogeropoulos (Grieks: Χαράλαμπος Καλογερόπουλος) (10 maart 1983) is een Grieks voormalig voetbalscheidsrechter. Hij was in dienst van FIFA en UEFA tussen 2015 en 2016. Ook leidde hij van 2011 tot 2017 wedstrijden in de Super League.
Op 22 oktober 2011 leidde Kalogeropoulos zijn eerste wedstrijd in de Griekse nationale competitie. Tijdens het duel tussen Asteras Tripolis en Skoda Xanthi (1–1 gelijkspel) trok de leidsman negenmaal de gele kaart. In Europees verband debuteerde hij op 2 juli 2015 tijdens een wedstrijd tussen Sjirak Gjoemri en Zrinjski Mostar in de voorronde van de UEFA Europa League; het eindigde in 2–0 en Kalogeropoulos trok vijfmaal een gele kaart. Zijn eerste interland floot hij op 9 juni 2017, toen Andorra met 1–0 won van Hongarije door een doelpunt van Marc Rebés. Tijdens deze wedstrijd toonde Kalogeropoulos aan zes spelers een gele kaart.

## Interlands
| Datum       | Plaats                    | Wedstrijd           | Uitslag | Competitie           | Kreeg geel | Kreeg voor de tweede keer geel en dus rood | Weggestuurd |
| ----------- | ------------------------- | ------------------- | ------- | -------------------- | ---------- | ------------------------------------------ | ----------- |
| 9 juni 2017 | Andorra la Vella, Andorra | Andorra – Hongarije | 1 – 0   | WK 2018 kwalificatie | 3          | 0                                          | 0           |